# Egri Ferenc
Egri Ferenc (1897 – Dunakeszi, 1985. február 10.) magyar labdarúgó.

## Sikerei, díjai
- Magyar bajnokság
  - ezüstérmes: 1923–24
  - bronzérmes: 1922–23